# Cryphia anaemica
Cryphia anaemica là một loài bướm đêm trong họ Noctuidae.